# Valentin Pikul
Valentin Pikul (ryska: Валентин Саввич Пикуль), född 13 juli 1928, död 16 juli 1990, var en rysk författare.

## Biografi
Pikul föddes i Leningrad, nuvarande S:t Petersburg 1928. Under andra världskriget blev han evakuerad från det belägrade Leningrad till Archangelsk. Där fortsatte han sin utbildning vid en skeppsgosseskola som var belägen på Solovetskijöarna och redan vid femton års ålder blev han rorgängare på en jagare. Efter krigets slut återvände Pikul till Leningrad. 1963 flyttade han till Riga. 
Pikuls första roman Oceanpatrullen (1954) var tillägnad krigets händelser och dess handling utspelades på den norra krigsarenan. 1961 publicerade han sin första historiska roman – Bayazid som handlade om försvaret av fästningen Bayazid under rysk-turkiska kriget 1877-1878. Pikul skrev sedermera en hel rad historiska romaner: På ett stort kejsardömes bakgård, Med pennan och värjan, Favoriten, Slaget av järnkanslerer osv.
Pikul dog den 16 juli 1990 i Riga men hans romaner är fortfarande väldigt populära i Ryssland. De översattes också till andra språk. 

## Utmärkelser
Asteroiden 4174 Pikulia är uppkallad efter honom.
År 2002 sjösattes i Ryssland en minsvepare som fick namnet Valentin Pikul.